# Euphyia cinneretharia
Euphyia cinneretharia är en fjärilsart som beskrevs av Hans Georg Amsel 1935. Euphyia cinneretharia ingår i släktet Euphyia och familjen mätare. Inga underarter finns listade i Catalogue of Life.